# 日本の仁義
『日本の仁義』（にほんのじんぎ）は、1977年5月28日に公開された日本映画。製作：東映京都撮影所、配給：東映。監督：中島貞夫、主演：菅原文太。
ひとつのヤクザ組織が抗争事件や内部の裏切りによって追い詰められ、崩壊するまでを描いたヤクザ映画。封切時に東映が『やくざ戦争 日本の首領』に続くオールスターのヤクザ巨大シリーズ「日本3部作」第2弾と告知した。中島貞夫監督は「最初は菅谷政雄さんをモデルにした映画だった」と話している。

## あらすじ
大阪。娯楽夕刊紙記者の関（林隆三）は、鉄道会社「阪鉄」社長・稲田（岡田英次）が同性愛者であることを周囲に隠し、愛人として若い男性歌手を囲っている、というスキャンダル記事の原稿を書くが、阪鉄は夕刊紙の大口の広告主であったため、没にされる。納得の行かない関は行きつけのナイトクラブで泥酔し、その原稿を落とす。原稿の内容を偶然知ったクラブのママ・春美（キャシー中島）は、それを親しい常連客のヤクザ・木暮（千葉真一）に吹き込む。木暮の所属する「新宮会」傘下・須藤組はこれを利用して稲田を脅迫し、安い土地を高く売りつけ、阪鉄グループの住宅開発の利権に食い込む。
そんな中、全国に傘下団体を持つ巨大組織「千田組」が西日本に勢力を展開し、もともと西日本を地盤とする新宮会系の組織と抗争状態となる。ヤクザ組織に強い影響力を持つ代議士・江尻（小松方正）は、事態を収拾するため、新宮会会長・新宮（藤田進）に対して引退を迫る。表向きは中堅建設会社社長であり、カタギになる機会をうかがっていた新宮は江尻の要求をあっさりと了承する。新宮の強い推挙で、阪鉄利権を持つ須藤組組長・須藤（菅原文太）が二代目新宮会会長を襲名する。須藤組はさらに阪鉄をゆすり、同社の新梅田駅で計画する地下街拡張工事に触手を伸ばした。新宮の建設会社が工事を手がけることになるも、足を洗ったとうそぶく新宮は、孝を受けた須藤組を一切無視するようになり、須藤の不審を招く。自身の情報によって須藤組が成長したことを知った関は、恩を売るために木暮に接近し、やがて友情を育む。
一方、千田組幹部・白石（佐藤慶）と川辺（成田三樹夫）は、須藤組を割るため、複数の幹部に順次接近し、事業の権利を配分するのと引き換えに組を脱退させる。さらに、彼らの工作によって須藤組と関東地方の有力組織との兄弟盃が直前で流れたことで、新宮会は大阪、倉敷、そして須藤の故郷・松山だけで孤立した存在となってしまう。
ある日、新宮会傘下のヒットマン・高森（石橋蓮司）が出所し、千田組による報復を恐れて松山の「大橋組」に助けを求める。しかし、大橋組幹部・石毛（フランキー堺）の手落ちのために、高森は隙を突かれて殺されてしまう。これをきっかけに倉敷・松山での抗争が激化し、倉敷の拠点は壊滅する。須藤は大橋組の援護のため松山へ急行するが、先手を打って警備態勢を強めた大阪府警のマル暴刑事・一色（待田京介）の前で何もすることができず、さらに自身の妻（岡田茉莉子）の兄でもある大橋組組長・大橋（鶴田浩二）にたしなめられ、黙って大阪に戻る。その間、木暮ほか数人が、阪鉄に対する恐喝容疑で一斉逮捕されており、須藤組はしばらく千田組の攻勢に対処できなくなる。
抗争の果てに子分をほぼ皆殺しにされた石毛は、独断で松山の千田組事務所をダイナマイトで爆破し、追い詰められた末、市内の別の千田組拠点で立てこもり事件を起こして機動隊に射殺される。この事件により抗争の火は大阪に波及し、須藤組組員は多くが殺され、生き残った幹部も次々と組を脱退する。新宮会全体の弱体化を確信した阪鉄社長・稲田は、工事が完成するなり、新宮の会社との契約を一方的に打ち切る。あわてた新宮は保身のため須藤を呼び出し、一連の抗争の責任を問うて破門する。抗争の実録記事で売上を伸ばしていた夕刊紙の編集長・岡村（野坂昭如）は、抗争が下火になることを憂い、新しい特ダネを取ってくるように関をたきつける。
新宮による突然の破門で怒り心頭に発した須藤は、千田組が開く、先代組長の十三回忌法要を襲撃する計画を立てる。それをとがめ、押しとどめる木暮を須藤は殴り飛ばす。須藤は覚醒剤の乱用のため、正常な判断力を失いつつあった。ついていけなくなった木暮は、子分の富樫（地井武男）・的場（志賀勝）を誘い、春美の店で痛飲する。そこに居合わせた関が、「親分をバラすしかないんじゃないのか」とそそのかす。その折、須藤は木暮を食事に誘い、これまでの態度を反省してみせ、襲撃計画の撤回を告げ、「組再建のために力を貸してくれ」と懇願する。そこへ富樫・的場が飛び込み、拳銃で須藤の頭を撃ち抜いた。須藤の葬儀にかけつけた新宮は、もっともらしく「やらせたのは誰だ?」となじる。組員たちが押し黙っている中、関が「あんただよ」と断言する。
千田組の法要の日。松山から出てきた大橋がひとりで弔問し、胸に忍ばせた拳銃を抜いた。（その結末は描かれない。）

## 出演
- 須藤武男：菅原文太
- 須藤友子（須藤の妻・大橋の妹）：岡田茉莉子
- 木暮勝次（須藤組若頭）：千葉真一
- 前川修（須藤組運転手）：川谷拓三
- 関則夫（夕刊紙記者）：林隆三
- 恵津子（修の情婦）：橘麻紀
- 春美（クラブママ・小暮の情婦）：キャシー中島
- 芳江（女賭博師・須藤の妾）：池波志乃
- 富樫（須藤組幹部）：地井武男
- 長波角太（大橋組組員）：矢吹二朗
- 的場（須藤組組員）：志賀勝
- 一色（大阪府警刑事）：待田京介
- 西島国一（須藤組幹部）：織本順吉
- 高森太郎（村井組ヒットマン）：石橋蓮司
- 役名不明（須藤組幹部）：曽根晴美
- 浅見信太郎（須藤組幹部）：山本麟一

- 江尻一光（代議士）：小松方正
- 役名なし（建設会社社長）：北村英三
- 佐竹清子：中川ジュン
- 村井弘美（村井組組長）：名和宏
- 小寺（須藤組幹部）：野口貴史
- 高橋：国一太郎
- 梅田（須藤組組員）：西田良
- 平尾：高並功
- 小田（須藤組組員）：片桐竜次
- 金子貞（大橋組組員）：成瀬正
- 赤岩茂夫（大橋組組員）：広瀬義宣
- 入江昌夫（千田組組員）：阿波地大輔
- 辻清也（協和会会長）：小田部通麿
- 薮下：唐沢民賢
- 金城マヤ：内村レナ
- 政代：東龍子
- 富永佳代子
- 丸平峰子
- 記者：蓑和田良太
- 大木晤郎
- 愛媛県警四課長：岩尾正隆
- 秋山建吾：秋山勝俊
- 和知（須藤組組員）：松本泰郎
- 司裕介
- 奈辺悟
- 藤沢徹夫
- 組員：池田謙治
- 鳥巣哲生
- 長谷：志茂山高也
- 山本雅也：笹木俊志
- 吉沢：五城影二
- 鈴木：細川ひろし
- 渡会柿夫：鳥井敏彦
- 鎌田：桐島好夫
- 役名なし（須藤組組員）：峰蘭太郎
- 小柳：津野途夫
- 宮城幸生
- 木谷邦臣
- 秘書：岡田政美
- 榊寿美子
- 金井真喜子
- 砂見邦夫
- 警官：小峰隆司
- 友金敏雄
- 記者：壬生新太郎
- 警官：白井孝史
- 三好英生：勝野賢三
- 古山喜章
- 宏（須藤の息子）：多田和生
- クレジットなし
  - 西本明（指名手配犯）：室田日出男 ※写真素材のみ
  - 須藤組組員：福本清三

- 石毛忠（大橋組幹部）：フランキー堺
- 豊子（大橋の妻）：南田洋子
- 岡村（夕刊紙編集長）：野坂昭如
- 白石重俊（千田組若頭）：佐藤慶
- 川辺隆之（千田組幹部）：成田三樹夫
- 稲田洋平（阪鉄社長）：岡田英次
- 新宮英策（新宮会会長）：藤田進
- 大橋桂造（大橋組組長）：鶴田浩二

ナレーター
- 城達也

## スタッフ
- 監督：中島貞夫
- 企画：俊藤浩滋、佐藤雅夫、上阪久和
- 脚本：神波史男、松田寛夫、中島貞夫
- 撮影：増田敏雄
- 録音：増田悦章
- 照明：荒川輝彦
- 音楽：青山八郎
- 編集：堀池幸三
- 美術：井川徳道
- 助監督：藤原敏之
- 記録：森村幸子
- スチール：木村武司
- 装置：吉岡茂一
- 装飾：西田忠男
- 背景：西村三郎
- 衣裳：岩逧保
- 美粧：伊藤実
- 結髪：白鳥里子
- 演技事務：西秋節生
- 和楽：中本敏生
- 特技：宍戸大全
- 擬闘：上野隆三
- 進行主任：伊藤彰将

## 製作
1977年1月18日に東映が東京プリンスホテルで関係者を招き、年賀パーティを開催し、「楽しさ、面白さ第一の娯楽東映、バラエティ倶作部！」と題して1977年の年間ラインアップを発表した際には本作はアナウンスされなかった。また『映画時報』1977年2月号の1977年上半期の製作予定映画を解説する東映幹部の対談でも本作の名前は挙がらなかった。この記事では登石雋一東映企画製作部長が「（1977年の）6月は今のところ『新仁義なき戦いシリーズ』の第五弾を予定しています。いろんな観客調査等をやりましても、依然として『新仁義なき戦いシリーズ』を待望する声が非常に強いわけです」等と話しており、『新仁義なき戦いシリーズ』は第三弾までしかないため、第五弾というのは登石の勘違いと考えられるが、『新仁義なき戦いシリーズ』はまだ続く予定があったことになる。本作は内容と豪華キャスティングから急ごしらえで作れる内容でないため、『日本の首領』の第二弾か、『日本の首領』とは関係のないヤクザ映画の製作を進めていて『新仁義なき戦いシリーズ』か何かの代わりの前倒しで公開されたものと見られる。東映はこの年1月22日公開の『やくざ戦争 日本の首領』を皮切りに「日本の〇〇」シリーズとして路線化したとする文献もあり、急遽、「日本の〇〇」という題名を付けて公開されたものらしい。
1977年4月18日に東映本社8階会議室で行われた定例の番組発表で、池田静雄取締役宣伝部長から5月28日から6月17日までの3週間の興行と製作がアナウンスされた。

### 脚本
中島貞夫監督は「『やくざ戦争 日本の首領』を見た菅谷政雄から「先生、ありゃ違うぞ。親分が若頭殺すなんてそんな話あるけえ」と言われて「いやいやあれ原作がそうなってましたんで」と誤魔化していたら、菅谷をモデルにした映画の発注があったという。しかし「製作途中で菅谷さんが山口組を破門になってしまい、制作過程も二転三転した」などと話している。監督をオファーされた経緯は、菅谷と親友の俊藤浩滋プロデューサーから「これ、鶴田（鶴田浩二）でお前、やれ」と言われたという。中島も「菅谷さんに可愛がってもらっていた」と話しており、映画のポスターを菅谷に見せたら「"日本に仁義はない。菅谷政雄"と（キャッチコピーを）入れたらどうか」と冗談ではなく本気で言っていたと話している。
中島は脚本の神波史男、松田寛夫と神戸に取材に行ったが、その過程で菅谷が破門になってしまい「このシャシンでまた抗争でも起きたら、えらいことになる（三国事件）、とそれでかなり制約が出来た」と話している。神波は「びっくりするくらいオールスターの出演作ですね。岡田茉莉子まで出てるんですよ。内容は例によって、大暴力団組織の中の内輪もめから抗争に発展する話ですが、『日本の仁義』とは大きく出たもんだと思うけど、何が日本の仁義かよく分からんけどね…当時のヤクザ映画に家庭的な話を持ち込んだのはほとんど無かったと思うね。そこは松田寛夫じゃないと書けないとこです。林隆三がやった新聞記者はよく分かった上で書いたね。裏の特ダネを取りたくてヤクザに近付くんだけど、つい一緒に飲んじゃうんだよ。そうなるとだらしなくなって、取材どころじゃなくなっちゃうんだけど、その辺りは僕自身が投影されてるかもしれない」などと述べている。

### キャスティング
松竹の看板女優だった岡田茉莉子の東映初出演は、『やくざ戦争 日本の首領』で居並ぶ豪華な男優の中で女優のキャスティングが弱いと痛感した中島監督の要望。「男たちのドラマの中にしっかりした女優を入れたい」という考えから。中島は岡田からの指名で1970年から1971年に東映京都撮影所で『徳川おんな絵巻』（フジテレビ）を演出したことがあり、その時、また自分の作品に出てくれると約束していたという。また東映の岡田茂と三越岡田茂とが同姓同名で、同じワンマン社長で昔から仲がよく、岡田茉莉子デビュー25周年を機会に、1976年8月25日に"岡田コンビ"の肝煎りで、森英恵ら70人を発起人とする岡田茉莉子の初めての後援会「茉莉の会」が発足したり、三越劇場の公演の企画はほとんど東映が担当しており、岡田茉莉子は岡田茂と親しかった。岡田茉莉子は本作以降は東映作品の出演が増えた。

## 宣伝

### キャッチコピー
日本最大の暴力組織にのぞむ

男たちの愛と相克の一大ドラマ！

大ヒット『日本の首領』のスケール・面白さを凌ぐ

《日本3部作》第2弾

。

## 作品の評価

### 興行成績
『映画年鑑』1978年版には「『やくざ戦争 日本の首領』の二番煎じで失敗した」と記載されている。

### 批評家評
白井佳夫は「『ゴッドファーザー』のような規模雄大なヤクザ映画を作って、落日のヤクザ路線への人気を何とかこのあたりで一気に挽回させたいという、いわばこれは東映大河仁義映画である。鶴田浩二を久々に復帰させて菅原文太と組ませ、岡田茉莉子、フランキー堺、藤田進、林隆三といった外部スターを迎え、野坂昭如を特別出演までさせて、俳優陣に厚味をつけようとしている苦心。千葉真一や佐藤慶や成田三樹夫から、山本麟一や川谷拓三まで、ヤクザ映画おなじみの常連俳優たちを、ずらりと並べてみせた大サービス。正統任侠映画時代から実録ヤクザ映画時代までのドラマのパターンを、次から次へと繰り出してお目にかけるシナリオの苦心と、中島貞夫監督の大車輪のサービス演出。いずれも涙ぐましいまでの奮励努力なのだけれども。実はそれをやればやるほど、もはやヤクザ映画は、日本のある時代をシンボライズするような活気とエネルギーを失ってしまっていることを証明する結果となってしまったのは、まことに皮肉であった。任侠映画の忍従の美学や、実録ヤクザ映画のアナーキーな活力は、結局、内ゲバ時代が、管理社会体制の下に組み込まれていくまでの、1960年代後半から1970年代中盤までの、徐々に閉塞されていく時代の産物なのであった。もはや、この閉塞状態を突破する道は、新しい破天荒な時代劇アクション映画作り、といった方向しか無いのでなかろうか」などと評している。

## 同時上映
『演歌で綴る 任侠の系譜』
- 任侠映画スペシャル・ダイジェスト[注 1]。